# Pilot (How I Met Your Mother)
 For alternative betydninger, se Pilot (flertydig). (Se også artikler, som begynder med Pilot)
Pilot er det første afsnit af sitcommet How I Met Your Mother, der først blev vist den 19. september 2005. Den blev set af over 10 millioner amerikanere og er derfor et af de mest sete afsnit i hele serien.

## Plot

### Ted og Robin
Da Ted Mosby finder ud af at hans bedste ven og sambo siden college, Marshall Eriksen, skal giftes, tager han i byen med Barney Stinson hvor han møder den libanesiske pige Yasmin, som han spørger ud. Hun afviser ham dog, da hun allerede er kærester med bartenderen Carl. Senere for han øje for den smukke Robin Scherbatsky, hvorefter Barney præsenterer hende for ham. Efter en lille samtale mellem dem, bliver de afbrudt af hendes veninde, som lige er blevet droppet, og Ted tager chancen og spørger hende ud. Til det svarer hun ja.
Om fredagen tager Ted og Robin ud at spise på en restaurant i Brooklyn, hvor Robin bliver optaget af et blåt valdhorn. Ted kommenterer det som en "smølfepenis", hvilket for hende til at grine. Senere spørger hun, om han vil have hendes oliven. Han takker ja og forklarer hende om oliventeorien, som er baseret på Marshall og hans forlovede Lily Aldrin: Marshall hader dem, mens Lily elsker dem, hvilket gør dem så gode, da der er en perfekt balance. Robin siger derefter til Ted, at hun har et glas med oliven stående i køleskabet og hun spørger om han vil tage sig af dem. Til det svarer han ja, og efter de har spist, tager han med hen til hendes lejlighed, men lige inden de træder indenfor, bliver Robin kaldt til at dække en nyhedshistorie, da hun er journalist og Ted må tage tilbage.
I baren lidt senere overtaler Marshall, Lily og Barney ham til at tage tilbage til hendes lejlighed, da nyhedshistorien er afsluttet. Han tager derop i jakkesæt til stor glæde for Barney og undervejs stopper de ved restauranten i Brooklyn, så Ted kan stjæle det blå valdhorn og tager det med som blomster.
Ved Robins lejlighed, siger Ted, at grunden til han kom tilbage, var om han godt måtte få de oliven, de havde snakket om tidligere. Da han kommer op i lejligheden, spørger Robin om han vil have noget vin sammen med de oliven. Under en stille dans, hvor de begge står og kigger på hinanden, lader Ted det komme ud, at han elsker hende. Hun bliver overrasket og sender Ted hjem, hvorefter han drikker sig fuld resten af aftenen med de andre og deres taxachauffør Ranjit.

### Marshall og Lily
Mens Ted og Barney tager i byen, overrasker Marshall Lily med en flaske champagne og senere frier han til hende. Lily bliver positivt overrasket og svarer lykkeligt glad. Efter den lykkelige stund åbner Marshall champagnen, men proppen flyver op og rammer Lily i øjet, hvorefter han kører hende på hospitalet, hvor hun får at vide, at hun skal have en klap for øjet.
Fredagen, hvor Ted er i byen med Robin, bliver Lily konstant over klappen, da hun ikke kan se ud af det øje og fordi alle laver vittigheder og jokes med, at hun er en pirat. Da Ted kommer hjem efter at have været ude og spise med Robin, går de ned til baren under deres lejlighed, hvor de og Barney får overtalt Ted til at tage over til Robin.
Mens Ted er inde hos Robin, tager Lily sin klap af, da Barney laver en joke med at hun er en pirat. Efter det tager hun ud for at lede efter et toilet, mens Barney buster Marshall med, at han så ham spise nogle oliven den anden dag. Marshall bliver overrasket, men forklarer, at på hans og Lilys første date, spurgte hun, om hun måtte få hans oliven, og så havde han svaret ja. Barney spørger, om Marshall virkelig kan leve et liv uden oliven, men Marshall svarer, at han elsker Lily og hele sit hjerte så ja. Dette overhører Lily og hun bliver glad ved hans svar.

## Medvirkende
I hele How I Met Your Mother optræder de fem hovedpersoner Ted, Marshall, Robin, Barney og Lily, som bliver spillet af Josh Radnor, Jason Segel, Cobie Smulders, Neil Patrick Harris og Alyson Hannigan.
| Person            | Skuespiller         |
| ----------------- | ------------------- |
| Ted Mosby         | Josh Radnor         |
| Marshall Eriksen  | Jason Segel         |
| Robin Scherbatsky | Cobie Smulders      |
| Barney Stinson    | Neil Patrick Harris |
| Lily Aldrin       | Alyson Hannigan     |
| Datter            | Lyndsey Fonseca     |
| Søn               | David Henrie        |
| Yasmin            | Saba Homayoon       |
| Ranjit            | Marshall Manesh     |
| Carl              | Joe Nieves          |
| Taxachauffør      | Jack Shearer        |
| Producer          | Monique Edwards     |

## Andre hjælpende personer
Episoden blev skrevet af Carter Bays og Craig Thomas, som også har skabt serien. Episoden blev instrueret af Pamela Fryman.
| Crew       | Mand                     |
| ---------- | ------------------------ |
| Forfatter  | Carter Bays Craig Thomas |
| Instruktør | Pamela Fryman            |
| Musik      | John Swihart             |
| Redaktør   | Kirk Benson              |
| Caster     | Megan Branman            |

## Musik
Titelsang: "Hey Beautiful" af The Solids
- "Cigarettes and Coffee" af Otis Redding
- "Back on the Chain Gang" af The Pretenders